# Campionati mondiali juniores di slittino 1990
I Campionati mondiali juniores di slittino 1990 si sono disputati a Winterberg, nell'allora Germania Ovest, dal 14 al 18 febbraio 1990. Il tracciato della Renania Settentrionale-Vestfalia ospita la manifestazione iridata di categoria per la prima volta.

## Podi[1][2]
| Evento         | Oro                               | Tempo | Argento                           | Tempo | Bronzo                         | Tempo |
| Singolo Uomini | Gerhard Plankensteiner            |       | Jan Kohoutek                      |       | Norbert Gatz                   |       |
| Singolo Donne  | Monika Greilinger                 |       | Barbara Niedernhuber              |       | Jean Roos                      |       |
| Doppio         | Frank-Peter Barnekow Sandro Zettl |       | Albert Demčenko Aleksej Zelenskij |       | Dmitrij Makaršuk Andrij Muchin |       |

## Medagliere
| Posiz. | Nazione          | Oro | Argento | Bronzo | Totale |
| ------ | ---------------- | --- | ------- | ------ | ------ |
| 1      | Germania Ovest   | 1   | 1       | 1      | 3      |
| 2      | Germania Est     | 1   | 0       | 1      | 2      |
| 3      | Italia           | 1   | 0       | 0      | 1      |
| 4      | Unione Sovietica | 0   | 1       | 1      | 2      |
| 5      | Cecoslovacchia   | 0   | 1       | 0      | 1      |